# Donausteden
De Donausteden waren vijf steden in Baden-Württemberg die tot 1805 deel uitmaakten van Voor-Oostenrijk.
De vijf steden Mengen, Munderkingen, Riedlingen, Saulgau en Waldsee in Zwabisch Oostenrijk waren omstreeks 1300 door Oostenrijk verworven. De steden werden vaak verpand, voor het laatst in 1386 aan het graafschap Waldburg. Tegen de poging van Waldburg om de steden volledig in bezit te krijgen, verbonden de steden zich in de zestiende eeuw onderling. Sindsdien worden ze de Donausteden genoemd. In 1680 betaalden de steden zelf de aflossing aan Waldburg, zodat ze weer onder Oostenrijks gezag kwamen. Het Oostenrijkse bewind vormde echter geen garantie voor hun autonomie, want bij de reorganisatie van het Oostenrijks bestuur in 1750 werden ze gevoegd bij het Oberamt Stockach.
In artikel 8 van de Vrede van Presburg van 26 december 1805 staat Oostenrijk de Donausteden af aan het koninkrijk Württemberg. In de tekst van dit verdrag staat de stad Ehingen vermeld in plaats van Waldsee.